# Egri Road Beatles Múzeum
Az Egri Road Beatles Múzeum Eger nevezetessége. A kelet-közép-európai régió egyetlen Beatles-gyűjteménye 2015. május 15-én nyitotta meg kapuit a Hotel Korona Eger szálloda épületében. A pincétől az emeletig majd' kétezer tárgyi emléket felvonultató múzeumban az elmúlt években 80 ország képviselője tette tiszteletét. Hasonló múzeum jelenleg Liverpoolban, Halléban, Alkmaarban, illetve Buenos Airesben található.
A múzeumot két barát a The Beatles zenekar iránti szenvedélye hívta életre. Peterdi Gábor és Molnár Gábor évtizedek óta gyűjtik a Beatleshez kapcsolódó hangzóanyagokat és relikviákat. Molnár Gábor, a Halhatatlan Beatles című könyv szerzője a hatvanas évek végétől napjainkig több száz lemezhez, DVD-hez és egyéb Beatles-emlékhez jutott hozzá, míg Peterdi Gábornak 1978 óta a hang- és videóanyagok mellett számos értékes tárgyi relikviát, könyvtárnyi szakirodalmat és korabeli kiadványt sikerült megszereznie.

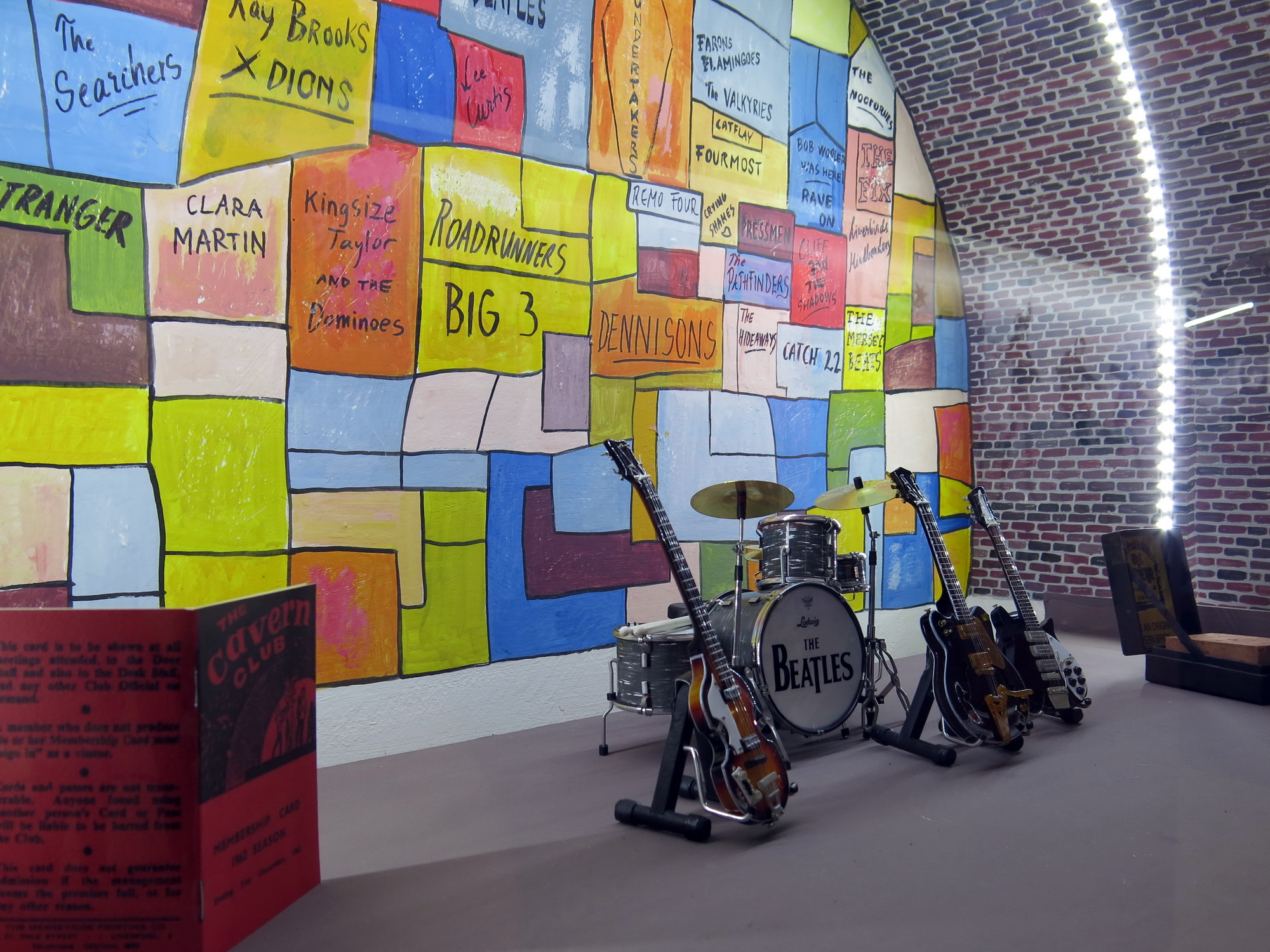
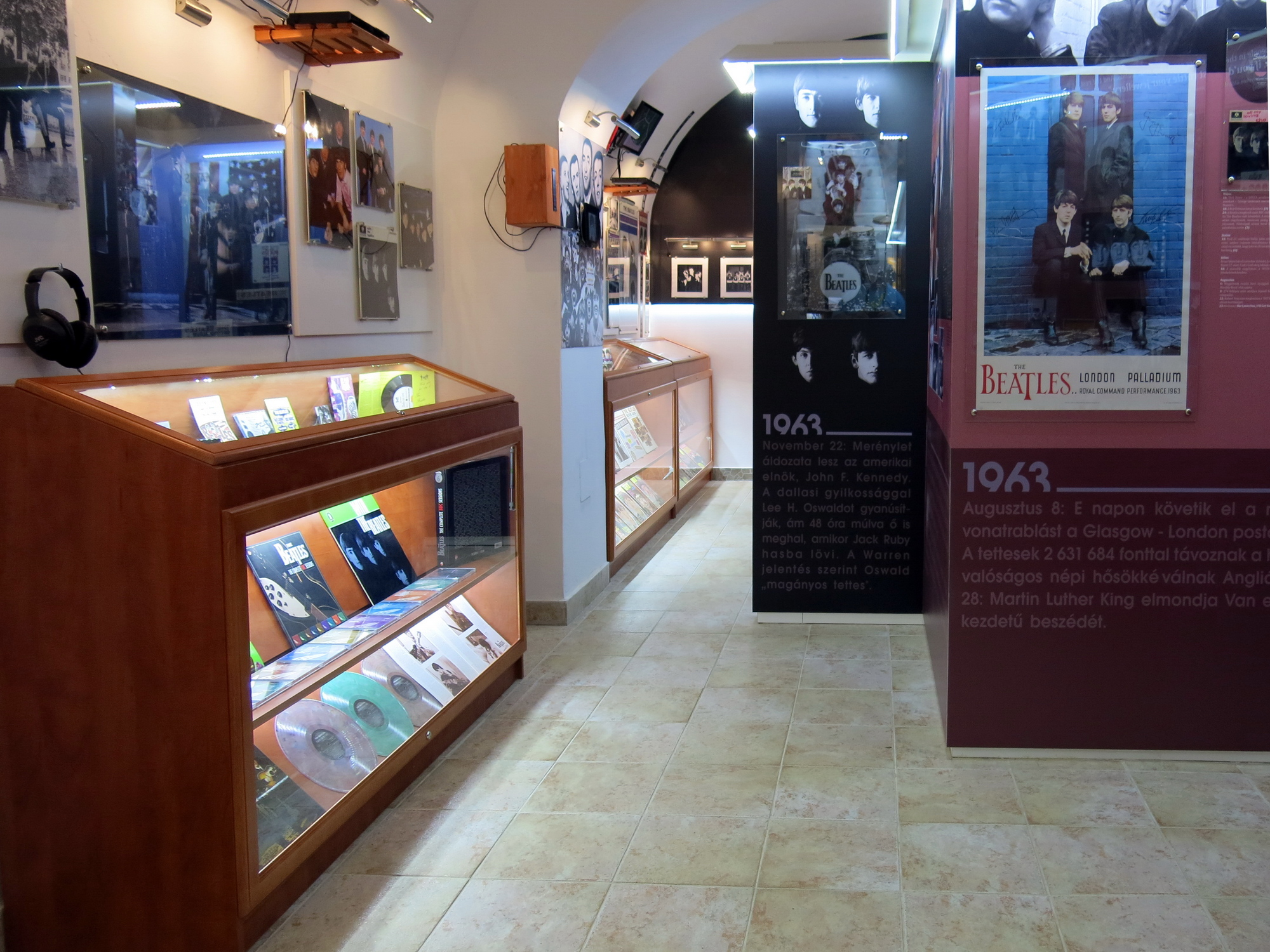
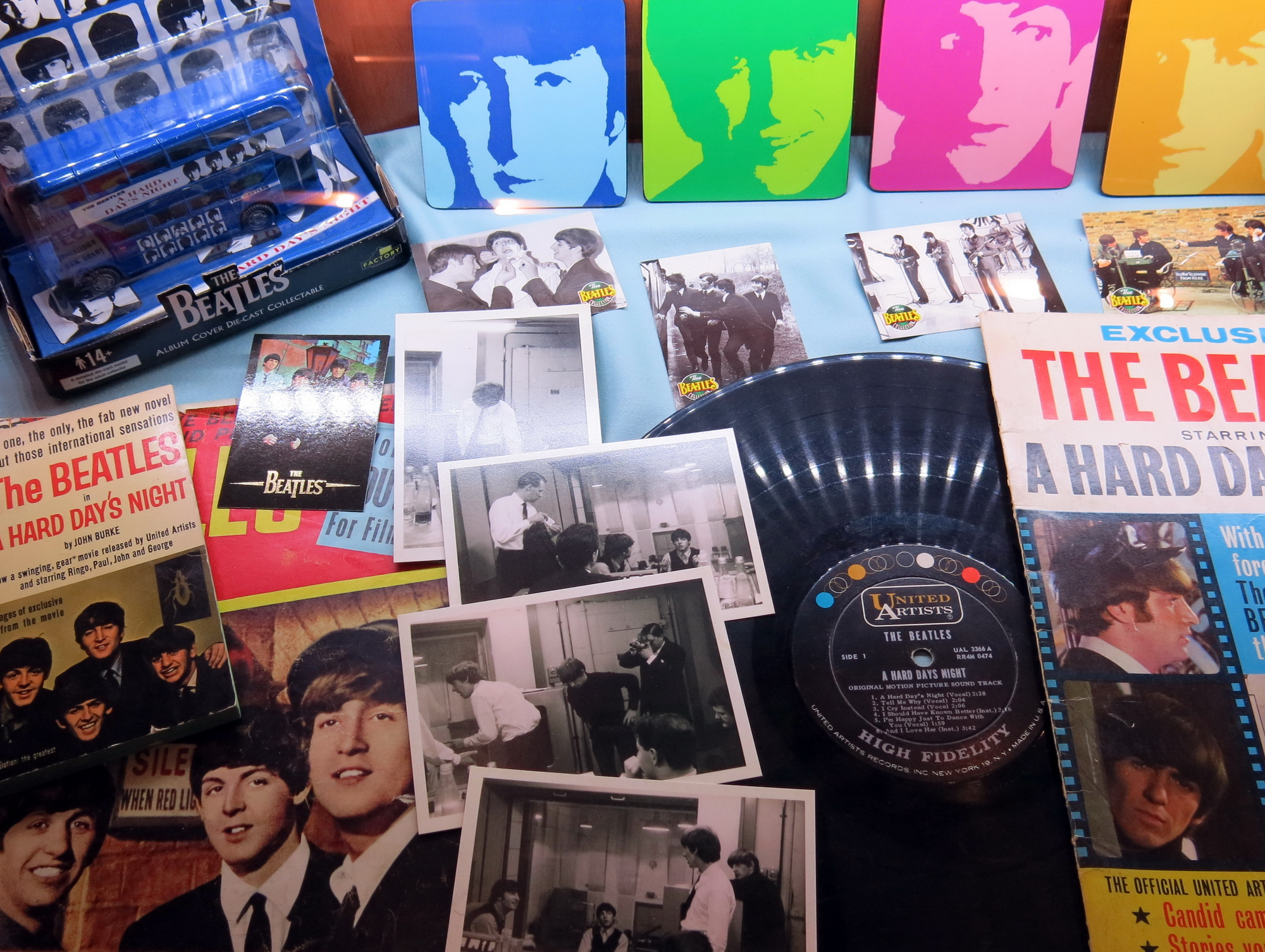
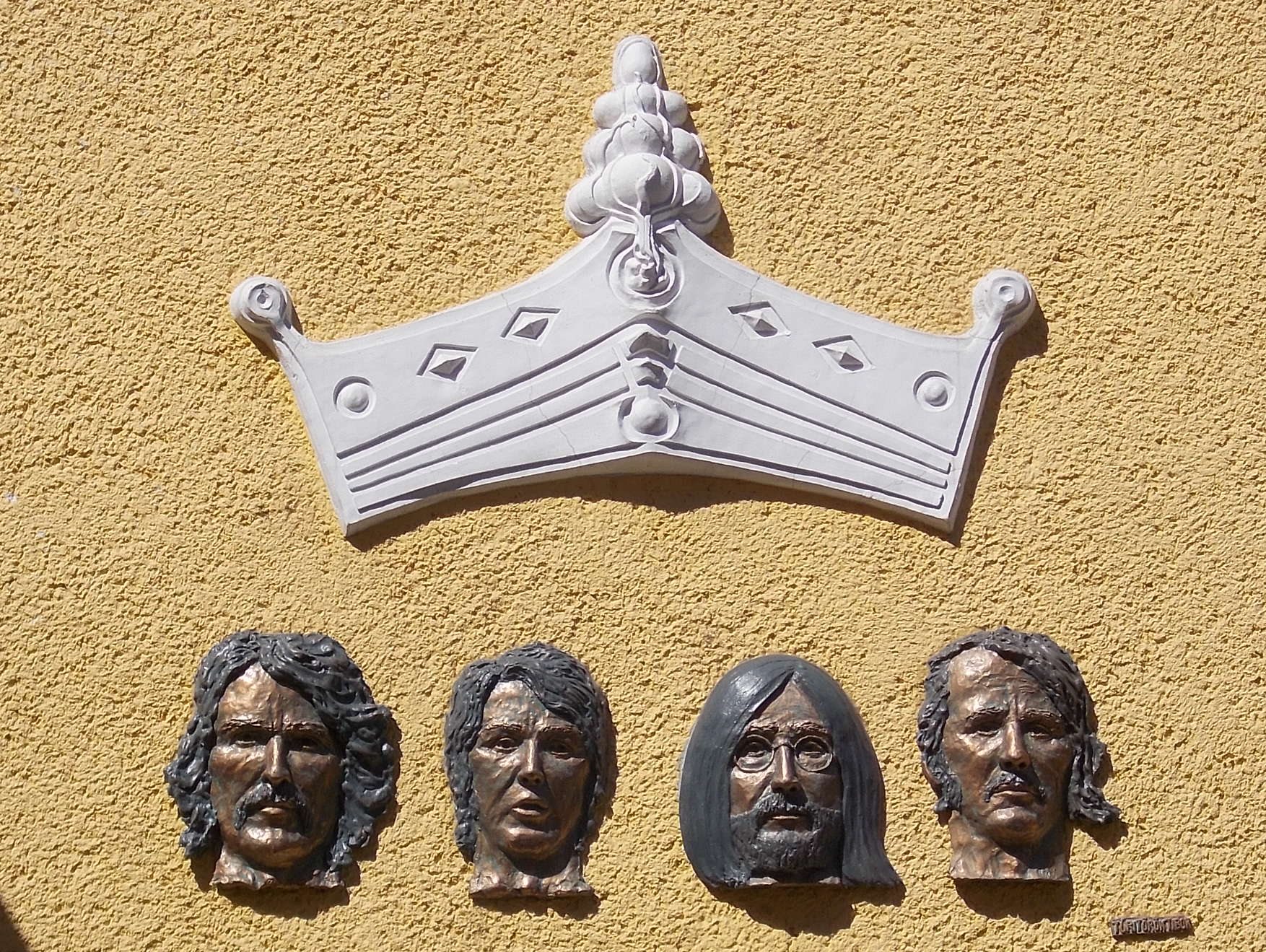

A múzeum a kornak megfelelő technikai színvonalon vezeti be a látogatót a zenekar világába. Az Egri Road a pincehelyiségben található rövid, filmes bevezető után kronológiai sorrendben, multimédiás falak alkalmazásával mutatja be a Beatles történetét. Filmrészletek, korabeli híradók, interjúk, koncertfelvételek tekinthetők meg gombnyomásra, illetve fejhallgatón keresztül hallgathat bele a látogató a zenekar műveibe. A vitrinekben korabeli sajtótermékek, ruhadarabok, makettek, limitált kiadások, ritkaságok tekinthetők meg. Bábuk, poszterek, zászlók, fali grafikák, a zenekar hangszereinek pontos mása, a Sárga tengeralattjáróba való bepillantás, a Bors Őrmester lemez monumentális megjelenítése, játékok és élményfotózás varázsolja vissza a látogatót a legendás hatvanas évekbe. 
A múzeum 2022. január 6-án megkapta a kitüntető 'Eger Csillaga 2021' címet.

## A The Quarrymen látogatása
2019. május 11-én az Egri Road negyedik születésnapján látogatását tette a múzeumban John Lennon eredeti zenekara, a The Quarrymen. Rod Davis, Colin Hanton, Len Gerry és Ches Newby a látogatás során leleplezte Lennon eredeti aláírással ellátott portréját majd 12-én koncertet adott a Gárdonyi Géza Színházban.